# Alexander King
Alexander King (Langside, Escòcia, 1909 - Londres, 2007), va ser un químic conegut per ser un dels fundadors del Club de Roma a l'abril de l'any 1968, juntament amb l'italià Aurelio Peccei (1908-1984).

## Premis i reconeixements
- Va rebre el Premi Erasmus per la seva contribució a la construcció d'Europa.
- Orde de Sant Miquel i Sant Jordi
- Orde de l'Imperi Britànic